# Carnival (EP de Bvndit)
Carnival es el segundo EP del grupo femenino surcoreano Bvndit. Fue publicado el 13 de mayo de 2020 a través de MNH Entertainment y Stone Music Entertainment, y contiene cinco pistas, incluyendo sus sencillos principales titulados «Children» y «Jungle».

## Antecedentes y lanzamiento
El 28 de abril de 2020, MNH Entertainment confirmó que Bvndit lanzaría su segundo miniálbum. El 3 de mayo, la compañía discográfica lanzó el primer póster promocional del grupo. El 5 de mayo se lanzó el segundo póster promocional. Al día siguiente, MNH Entertainment dio a conocer la lista de canciones del EP en sus cuentas oficiales de redes sociales, revelando a «Jungle» como el sencillo principal.
El EP se lanzó el 13 de mayo de 2020 a través de diversos servicios de música en línea surcoreanos. Para el mercado global, el álbum estuvo disponible en iTunes y Spotify. También fue lanzado en formato físico.

## Lista de canciones
Créditos adaptados de Tidal y Melon.

| CD / descarga digital |                   |                                             |                                             |                        |          |  |
| N.º                   | Título            | Letras                                      | Música                                      | Arreglos               | Duración |  |
| 1.                    | «Carnival»        | VINCENZO                                    | VINCENZO                                    | VINCENZO               | 1:03     |  |
| 2.                    | «Jungle»          | MosPick                                     | MosPick                                     | MosPick                | 3:04     |  |
| 3.                    | «Come and Get It» | Kim Yeon-seo                                | Coach & Sendo, Kim Yeon-seo                 | Coach & Sendo          | 2:59     |  |
| 4.                    | «Cool»            | Anna Timgren, VINCENZO, Any Masingga, Fuxxy | VINCENZO, Any Masingga, Fuxxy, Anna Timgren | Any Masingga, VINCENZO | 3:12     |  |
| 5.                    | «Children»        | Park Woo-sang                               | Park Woo-sang                               | Park Woo-sang          | 3:01     |  |
| 13:21                 |                   |                                             |                                             |                        |          |  |

## Posicionamiento en listas
| Lista (2020)                     | Mejor posición |
| -------------------------------- | -------------- |
| Corea del Sur (Gaon Album Chart) | 19             |

## Historial de lanzamiento
| País          | Fecha              | Formato                       | Sello                                        |
| ------------- | ------------------ | ----------------------------- | -------------------------------------------- |
| Corea del Sur | 13 de mayo de 2020 | CD Descarga digital streaming | MNH Entertainment, Stone Music Entertainment |